# 토플리차구

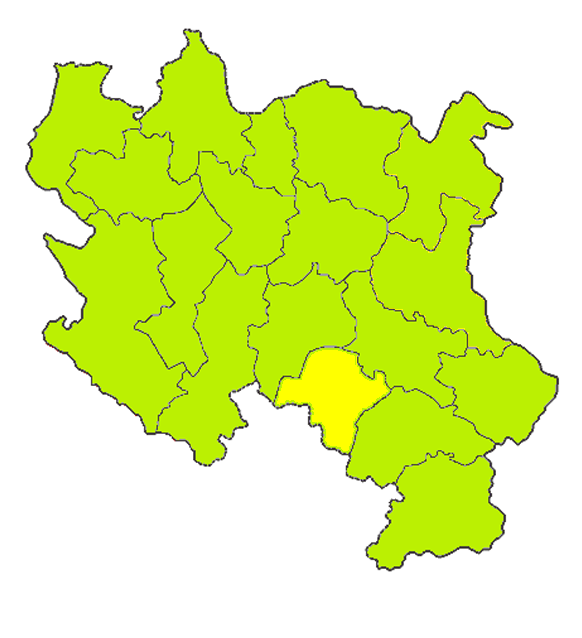
토플리차 구의 위치

토플리차구(세르비아어: Топлички округ, Toplički okrug)는 세르비아 남부에 위치한 구로 행정 중심지는 프로쿠플레이며 면적은 2,231km2, 인구는 102,075명(2002년 인구 조사 기준), 인구 밀도는 45.7명/km2이다. 구 이름은 토플리차 강에서 유래된 이름이다.

## 지방 자치체
4개 지방 자치체와 4개 군, 263개 마을을 관할한다.
- 프로쿠플레 (Prokuplje)
- 블라체 (Blace)
- 쿠르슈믈리야 (Kuršumlija)
- 지토라자 (Žitorađa)

## 인구
인구와 민족 분포는 2002년 인구 조사를 기준으로 한다.
- 세르비아인: 96,889명
- 로마인: 3,338명

| 연도  | 인구    | ±% p.a. |
| ----- | ------- | ------- |
| 1948  | 141,502 | —       |
| 1953  | 149,421 | +1.10%  |
| 1961  | 141,141 | −0.71%  |
| 1971  | 129,542 | −0.85%  |
| 1981  | 121,933 | −0.60%  |
| 1991  | 111,813 | −0.86%  |
| 2002  | 102,075 | −0.82%  |
| 2011  | 91,754  | −1.18%  |
| 출처: |         |         |

## 같이 보기
- 세르비아의 행정 구역